# Microdynerus bolingeri
Microdynerus bolingeri är en stekelart som beskrevs av Parker 1970. Microdynerus bolingeri ingår i släktet Microdynerus och familjen Eumenidae. Inga underarter finns listade i Catalogue of Life.